# Sir (Palestyna)
Sir – wieś w Palestynie, w muhafazie Dżanin. Według danych Palestyńskiego Centralnego Biura Statystycznego w 2016 roku liczyła 925 mieszkańców.